# Кастелпонцоне (Кремона)
Кастелпонцоне је насеље у Италији у округу Кремона, региону Ломбардија.
Према процени из 2011. у насељу је живело 350 становника. Насеље се налази на надморској висини од 31 м.